# Distichocera gigantea
Distichocera gigantea là một loài bọ cánh cứng trong họ Cerambycidae.